# Teases & Dares
Teases & Dares è il quarto album in studio della cantante britannica Kim Wilde, pubblicato nel 1984.

## Tracce
1. The Touch – 4:13
2. Is It Over – 3:56
3. Suburbs of Moscow – 3:24
4. Fit In – 4:38
5. Rage to Love – 4:20
6. The Second Time – 3:54
7. Bladerunner – 4:29
8. Janine – 3:47
9. Shangri-La – 4:49
10. Thought It Was Goodbye – 4:38